# Apospasta
Apospasta is een geslacht van vlinders van de familie uilen (Noctuidae), en de onderfamilie Hadeninae.

## Soorten
- A. aethalopa D.S. Fletcher, 1961
- A. albirenalis Laporte, 1974
- A. ancillottoi Berio, 1978
- A. cailloisi Laporte, 1984
- A. claudicans (Guenée, 1852)
- A. deprivata (A.E. Prout, 1927)
- A. diffusa Laporte, 1974
- A. dipterigidia (Hampson, 1902)
- A. erici Laporte, 1984
- A. eriopygioides (Aurivillius, 1910)
- A. fuscirufa (Hampson, 1905)
- A. incongrua Laporte, 1974
- A. intricata (Saalmüller, 1891)
- A. iodea Rothschild, 1920
- A. jacksoni D.S. Fletcher, 1961
- A. kennedyi D.S. Fletcher, 1961
- A. luminosa Wileman & South, 1920
- A. maryamae Laporte, 1984
- A. montana (Aurivillius, 1910)
- A. niger Laporte, 1984
- A. nigerrima Laporte, 1973
- A. nyei Holloway, 1976
- A. pannosa Moore, 1881
- A. rantaizanensis Wileman, 1915
- A. rhodina D.S. Fletcher, 1961
- A. rougeoti Laporte, 1974
- A. rubiana (Guenée, 1862)
- A. ruffoi Berio, 1978
- A. sabulosa D.S. Fletcher, 1959
- A. sikkima Moore
- A. stigma Joicey & Talbot, 1915
- A. synclera D.S. Fletcher, 1961
- A. townsendi D.S. Fletcher, 1961
- A. venata (Hampson, 1905)
- A. verini Viette, 1981